# Шлезвиг-Гольштейнский симфонический оркестр
Шлезвиг-Гольштейнский симфонический оркестр (нем. Schleswig-Holsteinisches Sinfonieorchester) — германский симфонический оркестр, базирующийся во Фленсбурге и ассоциированный со Шлезвиг-Гольштейнским земельным театром.
Создан в 1974 году слиянием фленсбургского Симфонического оркестра Северной марки с музыкальными коллективами окрестных городов. Пятидесятилетие театра и оркестра было торжественно отмечено осенью 2024 года. Сегодняшний день оркестра связан с неожиданными программными решениями, нацеленными на привлечение интереса непривычной к классической музыке аудитории, включая детскую.

## Руководители
- Руслан Райчев[болг.] (1974—1979)
- Эктор Урбон (1979—1987)
- Герхард Шнайдер (1987—1993)
- Иоахим Виллерт (1993—1998)
- Пер Борин[нем.] (1998—2002)
- Герард Оскамп[норв.] (2002—2007)
- Михкель Кютсон[нем.] (2007—2012)
- Петер Зоммерер[нем.] (2012—2019)
- Кимбо Исии (2019—2022)
- Инго Мартин Штадтмюллер (2022—2024)
- Хариш Шанкар[нем.] (с 2024 г.)